# 琉球國王之印
琉球國王之印為代表琉球君主地位的印鑑，由清朝冊封時授予琉球王。

## 內容
琉球國王之印由篆书：「琉球國王之印」及满文：ᠯᡳᠣ ᡴᡳᠣ ᡤᡠᡵᡠᠨ ‍ᡳ 
ᠸᠠᠩ ᠨᡳ ᡩᠣᡵᠣᠨ所構成。
該印有兩種形式，最大的差別在於满文的字體形式，一種是基於篆書體修改而成的滿文字體，另一種則是使用傳統滿文字體的印章。